# 第5屆金曲獎
第5屆金曲獎由中華民國行政院新聞局於1993年主辦，沿續前一屆設置18獎項，本屆放寬個人獎項報名者的資格規定，未在台灣住滿半年者仍可報名，但錄音獎報名者必須是在中華民國設立的錄音室完成作品。 報名自7月1日起至15日，共有34個單位報名816件作品，10月23日公布入圍名單，頒獎典禮於11月20日在國父紀念館舉行，典禮由台視執行製播。

## 頒獎典禮
本屆金曲獎頒獎典禮由趙寧、曾慶瑜主持，自1993年11月20日晚間7點起於國父紀念館舉行，台視晚間9點40分起錄影轉播典禮實況。
台視此次和中視現場直播綜藝節目《娛樂星聞 小燕有約》合作，台視出動SNG車到中視攝影棚作業，在頒發最佳演唱組獎與最佳單曲歌唱錄影帶影片獎時，交由在中視現場的該節目主持人張小燕揭曉得獎人，再由得獎人在國父紀念館內領獎，此段頒獎內容也由該節目同步播出，成為金曲獎首例；這是台灣電視史上，負責轉播頒獎典禮的電視台首次授權其他同業先轉播頒獎典禮。這是依據1993年11月18日，台視節目部企劃組組長游志郎、本屆金曲獎頒獎典禮製作人俞凱爾、台視工程部工程人員2人、中視節目部副理涂金泉、中視管理組組長曾斐莉、中視導播組組長白國嘉在中視協商的結果：台視與中視都能獲得張小燕揭曉的畫面與頒獎典禮現場的畫面。1993年11月20日下午，台視派遣專員將密封的信封鎖在手提箱中，送到中視攝影棚；等到《娛樂星聞 小燕有約》開播時，工作人員透過攝影棚的專線電話接聽金曲獎頒獎典禮後台打來的電話，把得獎名單填上以後交給張小燕揭曉，其實並未洩露得獎名單；但由於張小燕的演技，觀眾會產生「機密老早便已鎖在箱內」的錯覺。

## 入圍暨得獎名單
以 表示得獎者。

## 外部連結
- 第5屆金曲獎入圍名單 Archive.today的存檔，存档日期2018-11-24，文化部影視及流行音樂產業局.1994-01-01
- 第5屆金曲獎得獎名單 Archive.today的存檔，存档日期2018-11-24，文化部影視及流行音樂產業局.1994-01-01